# 于双戈抢劫银行案
于双戈抢劫银行案是中华人民共和国建立后上海市第一宗持枪抢劫银行案。在当时轰动全国。

## 案件经过
于双戈曾经居住在虹镇老街，原为上海市公交车售票员，因赌博负债起意抢劫。1987年11月13日，他潜入上海海运局“茂新”轮航警值班室，盗得五四式手枪两支、六四式手枪一支、子弹若干以及手铐。其后将赃物藏匿在家中和朋友徐根宝处。11月16日上午，于犯持枪到位于虹口大连西路562号中国工商银行的一个储蓄所打劫。在银行工作人员启动报警系统后，于犯慌忙中朝柜台里的女出纳员朱亚娣开枪，朱当场毙命。在未抢得钱财情况下，于犯仓惶逃跑到了女朋友蒋佩玲住处。于在得到蒋的资助下逃往宁波。11月23日，于犯在宁波落网。随后将蒋和徐分别供出，致二人均被逮捕。

## 法庭审理
12月4日法庭公开审理于双戈盗窃枪支、抢劫银行案，判处于双戈死刑，剥夺政治权利终身。12月9日开庭审理蒋佩玲、徐根宝包庇、藏匿赃物案。并作了电视转播。这是中国第一次转播庭审过程。蒋佩玲在庭审中呈现弱者姿态，并称：“想想自己终归是于双戈的女朋友了，因此在案发后才为于双戈潜逃出钱出力。”引起了观众的广泛同情。而为其辩护的律师郑传本则极尽调侃嘲讽之能事，使她几乎成了上海的平民英雄。徐根宝在庭审中也是一副老实人模样，称自己为于窝藏枪支弹药是为了讲哥们义气。最后二人都得到从轻发落。判决徐根宝犯包庇罪，判处有期徒刑四年，犯私藏枪支、弹药罪，判处有期徒刑两年，决定执行有期徒刑五年；蒋佩玲犯包庇罪，判处有期徒刑三年。 此后，“讨老婆要讨蒋佩玲，交朋友要交徐根宝”的顺口溜在坊间风行。并传言蒋服刑期间经常有人写情书给蒋求爱。